# 7e régiment de voltigeurs de la Garde impériale

Le 7e Voltigeurs de la garde est un régiment français des guerres napoléoniennes. Il fait partie de la Jeune Garde.

## Historique du régiment
- 1813 - Créé et nommé 7e régiment de Voltigeurs de la garde impériale à partir du Régiment de Gardes Nationaux de la Garde Impériale.
- 1814 - Dissout.
- 1815 - Reformé 7e Régiment de Voltigeurs de la Garde Impériale

## Chef de corps
- 1810 : Annet-Antoine Couloumy
- 1813 : Jacques-Casimir Jouan
- 1813 : Charles-Marie Galte
- 1815 : Marchal

## Batailles
Ce sont les batailles principales où fut engagé très activement le régiment. Il participa évidemment à plusieurs autres batailles, surtout en 1814.
- 1812 : Guerre d'indépendance espagnole
  - Aranda
- 1813 : Campagne d'Allemagne (1813)
  - Dresde
  - 16-19 octobre : Bataille de Leipzig
- 1814 : Campagne de France (1814)
  - 14 février 1814 : Bataille de Vauchamps
  - Brienne,
  - Craonne,
  - Fère-Champenoise
  - Paris
- 1815 :
  - Waterloo